# Melut Basin

Central African Rifts: Melut Basin in der Mitte.

Das Melut Basin ist ein Rift Basin im Südsudan. Die Bundesstaaten Upper Nile und Jonglei erstrecken sich auf diesem Gebiet, südlich der Hauptstadt des Sudan, Khartum, und östlich des Nils. In dem Basin befinden sich mehrere Kohlenwasserstoffe-Lagerstätten. Erste Explorationen fanden bereits in den 1980er Jahren statt. Die Chevron Corporation hatte das Adar Oilfield 1981 entdeckt, kurz vor Ausbruch des Zweiten Sudanesischen Bürgerkrieges (1983–2005). 1984 hatte Chevron, nach tödlichen Angriffen auf Mitarbeiter, die Explorations-Arbeiten eingestellt. Zwischenzeitlich wurden weitere Ölfelder entdeckt. Seit 2003 ist auch die China National Petroleum Corporation in dem Gebiet aktiv und seit dem Ende der Bürgerkriege wird die Ölförderung wieder aufgenommen. Das größte Ölfeld im Basin ist das Great Palogue Field mit geschätzten Reserven von 900 Mio. Barrel. Die Melut Oil Export Pipeline der Firma Petrodar verläuft über eine Strecke von 1.380 km von Paloich (Palogue) nach Port Sudan am Roten Meer und ist seit Juni 2006 in Betrieb. Das Rohöl aus dem Melut Basin wird als „Dar Blend“ bezeichnet und wird in Port Sudan raffiniert.